# Melodifestivalen 1976
Melodifestivalen 1976 skulle ha varit den 17:e upplagan av musiktävlingen Melodifestivalen och samtidigt Sveriges uttagning till Eurovision Song Contest 1976. 
Anledningen till att Sverige valde att inte medverka var att man helt enkelt inte hade råd, efter att ha arrangerat Eurovision Song Contest året innan, men också på grund av att politiska vänstergrupper i landet protesterade mot evenemanget. Det är dock senaste gången som Sverige avstått tävlan i ESC. Alla år efteråt har Sverige ställt upp, och kommit med, även under de år då länder tvingats avstå på grund av bottenplaceringar.
Inget svenskt bidrag skickades därför till ESC 1976 som hölls i Haag i Nederländerna den 3 april 1976.

## Bakgrund till avhoppet
Efter att Sverige stått som värdland för ESC året innan valde Sveriges Radio-TV att stå över, på grund av att evenemanget kostat mycket pengar. Eftersom man vid den här tiden inte hade några regler kring att alla tävlande länder skulle hjälpa till att betala evenemanget, genom en årlig avgift, var det arrangörslandet självt som fick stå för hela kostnaden. Sveriges Radio-TV hade råd och plats att arrangera ett år, men de skulle inte ha råd att arrangera igen vid en eventuell vinst vid detta års Eurovision Song Contest. Samtidigt som det argumentet spreds gjorde vissa politiska vänstergrupper sig hörda som opponerade sig mot att Sverige var värdland samt mot den kommersiella musiken. Sveriges Radio-TV var dessutom rädda för eventuella sabotage mot en festival.[källa behövs] Sverige sände heller aldrig ESC-finalen i TV men däremot i radio.

## Eurovision Song Contest

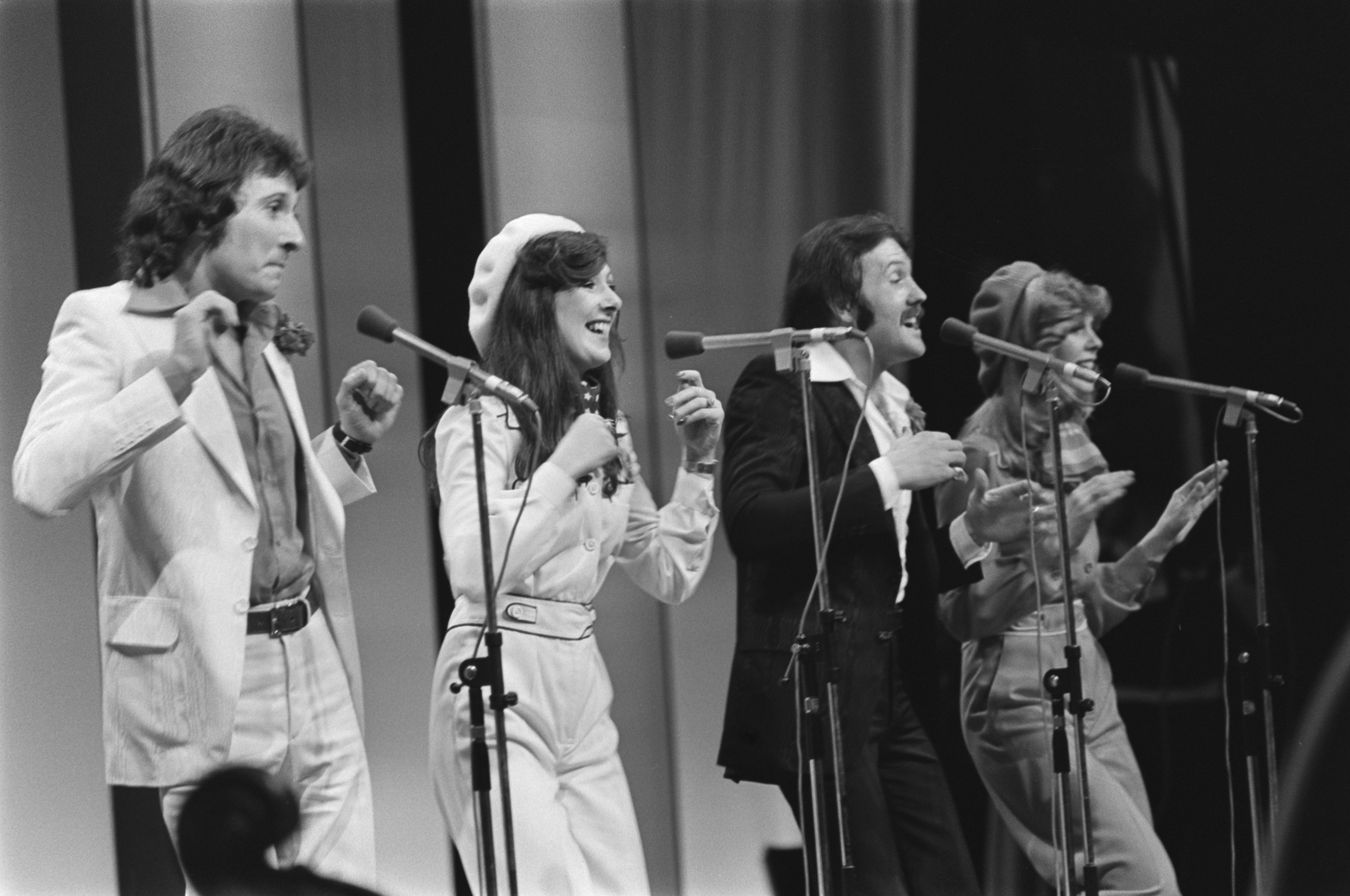
Brotherhood of Man som tävlade för Storbritannien och vann det här året.

Nederländerna fick sin fjärde seger året innan och fick därför stå värdland för det här årets Eurovision Song Contest. Tävlingen förlades till Haag den 3 april 1976. På grund av den rådande konflikten mellan Grekland och Turkiet om Cypern, efter Turkiets invasion som ledde till Cypernkrisen 1974, uppstod det även en konflikt inom Eurovisionen, som innebar att antingen Grekland eller Turkiet ställde upp. Ingen av de båda länderna ville vara med om den andra parten var med. Eftersom Grekland avstod föregående års tävling och ställde upp nu så drog sig Turkiet tillbaka. Andra länder som inte var med var Malta och Sverige. Totalt kom arton länder att tävla, inklusive Greklands och Österrikes comeback. Liechtenstein försökte komma med i ESC, men i avsaknad av ett nationellt TV-bolag som är medlem i Europeiska radio- och TV-unionen (EBU) förhindrades Liechtenstein att deltaga.
EBU hade vid denna tid insett att ett värdland inte kunde stå för hela arrangörsnotan självt och röstade igenom att alla länder som ville tävla skulle vara med och betala en deltagaravgift. Regeln infördes från och med 1977 års Eurovision Song Contest.
Poängsystemet som kom till 1975 (1-8, 10 och 12 poäng) behölls som standardsystem. Efter att alla länder avlagt sina poäng hade Storbritannien vunnit med 164 poäng, följt av Frankrike på 147 poäng. Monaco slutade trea på 93 poäng, vilket var hela 54 poängs skillnad mot tvåan. Norge slutade på sista plats med endast sju poäng. Av de arton tolvpoängarna (maxpoängen per land) som delades ut fick vinnaren Storbritannien hela sju stycken (38%). Frankrike, som blev tvåa, fick fem tolvpoängare. För andra året i rad blev vinnaren det land som haft startnummer ett.